# Espectroscopia

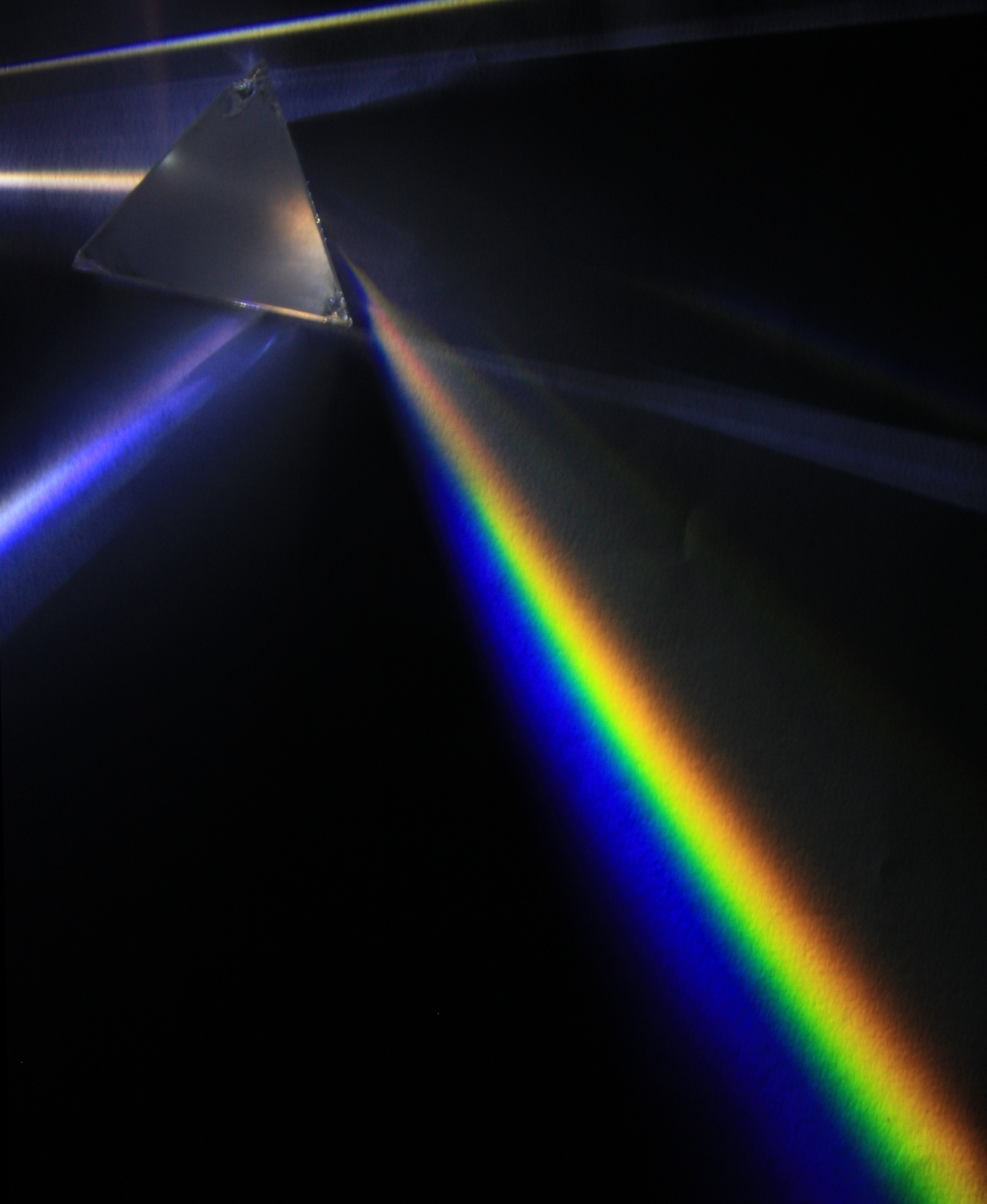
A dispersão da luz proveniente de uma lâmpada de vapor de mercúrio ao atravessar um prisma é um exemplo de análise espectroscópica.

A espectroscopia ou espetroscopia é o estudo da interação entre a radiação eletromagnética e a matéria. Os fenômenos físico-químicos que são objeto de estudo se caracterizam como interações (reflexão, refração, espalhamento elástico, interferência e difração) ou alterações nos níveis de energia de moléculas ou átomos. Os métodos espectroscópicos de análise consistem na medida da quantidade de radiação emitida ou absorvida por moléculas ou átomos. Tais métodos são classificados nas diferentes regiões do espectro eletromagnético — como raios gama, raios X, ultra-violeta, visível, infravermelho e radiofrequência —, que fornecem diferentes informações sobre a matéria em estudo ou as aplicações de interesse. Em alguns casos, o termo espectroscopia é utilizado para técnicas que não necessariamente envolvem o uso de radiação eletromagnética, como a espectroscopia acústica, de massas e de elétrons.
O resultado gráfico de uma técnica espectroscópica qualquer, a resposta como uma função do comprimento de onda - ou mais comumente a frequência - é chamado espectro. Sua impressão gráfica pode ser chamada espectrograma.
Originalmente o termo espectroscopia designava o estudo da interação entre radiação e matéria como uma função do comprimento de onda (λ). De fato, historicamente, espectroscopia referia-se a ao uso de luz visível dispersa de acordo com seu comprimento de onda, e.g. por um prisma.
Posteriormente o conceito foi expandido para compreender qualquer medida de uma grandeza como função tanto de comprimento de onda ou frequência. Assim, este termo também pode se referir a uma resposta a um campo alternado ou frequência variável (ν). Uma posterior extensão do escopo da definição adicionou energia (E) como uma variável, dada quando obtido o relacionamento muito próximo expresso por E = hν para fótons (h é a constante de Planck).

## História
Isaac Newton publicou seus trabalhos no início do século XVIII e mostrou que a luz solar é dispersada por um prisma em uma banda de cores e que as cores podem ser recombinadas em luz branca quando passadas através de um segundo prisma orientado de forma oposta. A faixa de radiação de infravermelho foi descoberta por William Herschel em 1800 ao colocar termômetros após a cor vermelha do espectro visível. Um ano depois, Johann Ritter e William Wollaston, de forma independente, encontraram o espectro ultra-violeta. Entre 1800 e 1803, Thomas Young demonstrou que a luz pode ser descrita como uma onda por meio do experimento de dupla fenda e calculou os comprimentos de onda para as sete cores de Newton em um intervalo de 424 a 675 nm. Em 1802, Wollaston encontrou linhas escuras no espectro solar. Joseph von Fraunhofer, um excelente instrumentista, fez uma descrição detalhada de cerca de 700 destas linhas escuras, marcando as mais proeminentes com letras a partir de "A" na extremidade vermelha do espectro solar.

As linhas escuras no espectro solar demarcadas por Fraunhofer correlacionam-se com as linhas de emissão dos elementos presentes na forma gasosa na atmosfera solar.

Gustav Kirchhoff e Robert Bunsen, em 1859 e 1860, explicaram a origem das linhas de Fraunhofer. Eles observaram que as linhas de emissão de diversos átomos quando aquecidos em um queimador coincidiam com as linhas escuras, e verificaram que as linhas D eram originárias do sódio e as linhas A e B do potássio, presentes na atmosfera solar. Kirchhoff notou que os espectros de absorção/emissão eram característicos de cada elemento. Estas análises permitiram a descoberta de novos elementos, iniciando pelo césio e rubídio em 1860.

## Interação da radiação com a matéria
A radiação eletromagnética compreende uma ampla faixa de frequências, o que equivale dizer, portanto, a uma ampla faixa de energias. Cada tipo de radiação interage, por este motivo, de forma diferente com a matéria. A tabela a seguir mostra a influência que cada tipo de radiação causa na matéria, cada qual podendo-se obter diferentes informações.
| Energia (J mol-1) | Frequência (Hz) | Comprimento de onda   | Número de onda (cm-1) | Tipo de espectroscopia               | Interação                            |
| ----------------- | --------------- | --------------------- | --------------------- | ------------------------------------ | ------------------------------------ |
| 1x10-3 a 1x10-1   | 3x106 a 3x108   | 1 m a 100 m           | 1x10-4 a 1x10-2       | Ressonância magnética nuclear        | alteração de spin                    |
| 1x10-1 a 10       | 3x108 a 3x1010  | 1 cm a 100 cm         | 1x10-2 a 1            | Ressonância paramagnética eletrônica | alteração de spin                    |
| 10 a 1x103        | 3x1010 a 3x1012 | 100 µm a 10 000 µm    | 1 a 100               | Espectroscopia de microondas         | alteração da orientação/rotação      |
| 1x103 a 1x105     | 3x1012 a 3x1014 | 1 000 nm a 100 000 nm | 100 a 1x104           | Espectroscopia de infravermelho      | alteração da configuração/vibração   |
| 1x105 a 1x107     | 3x1014 a 3x1016 | 10 nm a 1 000 nm      | 1x104 a 1x106         | Espectroscopia UV/visível            | alteração da distribuição eletrônica |
| 1x107 a 1x109     | 3x1016 a 3x1018 | 100 pm a 10 000 pm    | 1x106 a 1x108         | Espectroscopia de raio X             | alteração da distribuição eletrônica |
| 1x109 a 1x1011    | 3x1018 a 3x1020 | 1 pm a 100 pm         | 1x108 a 1x1010        | Espectroscopia gama                  | alteração da configuração nuclear    |

## Instrumentação
Em geral, espectrômetros ou espectroscópios são equipamentos destinados à análise de radiação, mormente ondas eletromagnéticas (incluindo-se nestas a luz visível). Desta forma, servem para a análise físico-química cujo processo é chamado espectroscopia. Os espectrômetros compreendem uma fonte de energia radiante, um sistema colimador (fenda, lentes...), um local destinado à amostra, um sistema monocromador e um sistema detector.
É comum ainda se confundirem estes termos com espectrofotômetro. Entretanto, ao termo espectrofotômetro reserva-se o sentido de ser um espectrômetro que utiliza radiação na zona da luz, ou seja, entre o infravermelho e o ultravioleta (inclusive). Neste sentido, existem espectrofotômetros UV-visível (ou apenas visível), de infravermelho e de fluorescência (ou fluorímetros).

### Componentes
- Fontes de Radiação
- Colimadores
- Recipientes para amostras
- Monocromadores - prismas e redes de difracção
- Detectores/Transdutores (exemplo: fotomultiplicador)
- Processador
- Saída (exemplo: monitor de computador)